# Municipio de Prairie (condado de Tipton)
El municipio de Prairie (en inglés: Prairie Township) es un municipio ubicado en el condado de Tipton en el estado estadounidense de Indiana. En el año 2010 tenía una población de 1140 habitantes y una densidad poblacional de 11,09 personas por km².

## Geografía
El municipio de Prairie se encuentra ubicado en las coordenadas 40°21′24″N 86°11′6″O / 40.35667, -86.18500. Según la Oficina del Censo de los Estados Unidos, el municipio tiene una superficie total de 102.81 km², de la cual 102.81 km² corresponden a tierra firme y (0%) 0 km² es agua.

## Demografía
Según el censo de 2010, había 1140 personas residiendo en el municipio de Prairie. La densidad de población era de 11,09 hab./km². De los 1140 habitantes, el municipio de Prairie estaba compuesto por el 98.68% blancos, el 0.18% eran afroamericanos, el 0.09% eran amerindios, el 0.61% eran asiáticos, el 0.18% eran isleños del Pacífico, el 0.18% eran de otras razas y el 0.09% pertenecían a dos o más razas. Del total de la población el 0.61% eran hispanos o latinos de cualquier raza.